# NetFPGA
Проект NetFPGA  является платформой аппаратного и программнного обеспечения с открытым исходным кодом для быстрого создания прототипов компьютерных сетевых устройств. Проект нацелен на производителей, исследователей и студентов. Подобные платформы создавались и ранее. NetFPGA использует основанный на FPGA подход к прототипированию сетевых устройств. Это позволяет пользователям разрабатывать проекты, способные обрабатывать пакеты быстрее, чем это возможно при использовании чисто программных продуктов. NetFPGA сосредоточен на поддержке сообщества разработчиков и многократного использования проектов.

## История
Исследовательский проект NetFPGA-1G начался в 2007 году в Стэнфордском университете. Первоначально 1G был разработан как инструмент для обучения студентов архитектуре и дизайну сетевого оборудования. Платформа 1G состояла из платы PCI с FPGA Xilinx Virtex-II pro и 4-х интерфейсов 1GigE, а также загружаемого репозитория кода, содержащего библиотеку для работы через TCP/IP соединение и несколько примеров проектов. Проект расширился, и к концу 2010 года более 1800 плат 1G было продано более чем 150 учебным заведениям в 15 странах. Во время этого роста 1G приобрел популярность не только как инструмент для обучения, но и как инструмент для исследований. К 2011 году было опубликовано более 46 научных работ, посвященных исследованиям с использованием платформы NetFPGA-1G. Кроме того, к концу 2010 года в хранилище кода 1G было добавлено более 40 проектов.
В 2009 году началась работа над NetFPGA-10G с интерфейсами 4 x 10 GigE. Плата 10G также была разработана с FPGA с большим объемом памяти и рядом других обновлений. Первый выпуск платформы под кодовым названием «Howth» был запланирован на 24 декабря 2010 года и включал в себя репозиторий, аналогичный репозиторию 1G, содержащий небольшую библиотеку для работы через TCP/IP соединение и два эталонных проекта.
С точки зрения дизайна платформы, 10G несколько отличается от платформы 1G. Например, стандарты интерфейса для аппаратной поддержки IP были полностью переработаны, опираясь на отраслевые стандарты, а не на собственные протоколы. Кроме того, в настоящее время платформа в большей степени опирается на стандартные отраслевые инструменты для работы с композицией проекта, автоматического сопоставления регистров и управления библиотекой для работы через TCP/IP соединение, а не на собственные сценарии.
По состоянию на 24 сентябряч 2021 года, проект выпустил ещё 3 модели платы - NetFPGA CML, NetFPGA SUME и NetFPGA PLUS на базе Virtex Ultrascale+ (поддерживаются версии U200, U250 и U280), Virtex-7 690T и Kintex-7 325T FPGA соответственно.

## NetFPGA-1G

### Особенности платы
- Xilinx Virtex-II Pro 50
- 4 гигабитных интерфейса (разъемы RJ45)
- 4,5 мегабайта SRAM
- 64 мегабайта DDR2 DRAM
- 2 разъема SATA
- Стандартная карта PCI
- Разъем JTAG для Xilinx ChipScope

Смотрите сайт компании Digilent Архивная копия от 22 июля 2020 на Wayback Machine для более подробной технической информации.

### Лицензия
Код NetFPGA-1G распространяется с использованием лицензии BSD.

## NetFPGA-10G

### Особенности платы[10]
- Xilinx Virtex-5 TX240T FPGA
- Интерфейсы 4 x 10 Gigabit Ethernet (интерфейсы SFP+)
- 27 МБ QDRII SRAM
- 288 МБ RLDRAM-II
- Два высокоскоростных разъема QTH Samtec
- Две платформы XL Flash (128 МБ)
- Xilinx XC2C256 CPLD
- PCI Express x8 Gen2
- Разъем JTAG для Xilinx ChipScope

См. Http://www.hitechglobal.com/Boards/PCIExpress_SFP+.htm для получения более подробной технической информации.

### Лицензия
NetFPGA-10G содержит код, на который распространяются различные лицензии, хотя по умолчанию используется лицензия GNU LGPL версии 3.